# Amphiophiura paucisquama
Amphiophiura paucisquama är en ormstjärneart som beskrevs av Rudolf Christian Ziesenhenne 1940. Amphiophiura paucisquama ingår i släktet Amphiophiura och familjen fransormstjärnor. Inga underarter finns listade i Catalogue of Life.